# یان فن اسکورل
یان فن اسکورل (هلندی: Jan van Scorel; ۱ اوت ۱۴۹۵ – ۶ دسامبر ۱۵۶۲) نقاش اهل هلند بود.
وی در دوران رنسانس در قرن ۱۶ میلادی زندگی می‌کرده و بیشتر آثارش با موضوع انسان‌ها بوده‌است.

## نگارخانه

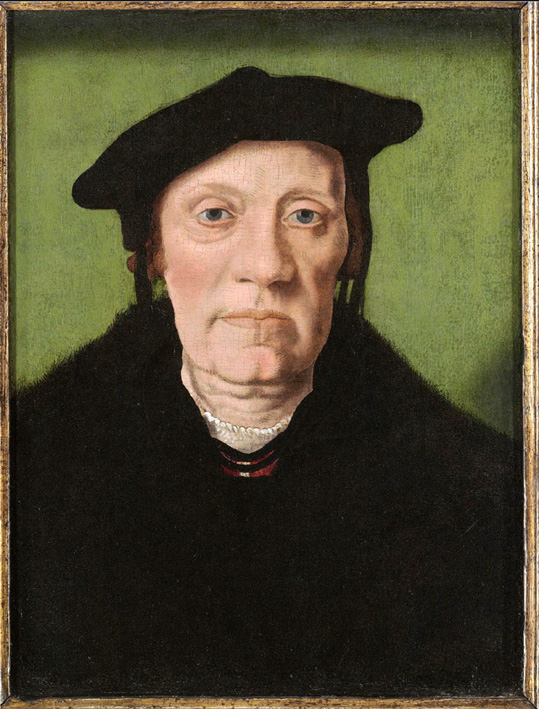
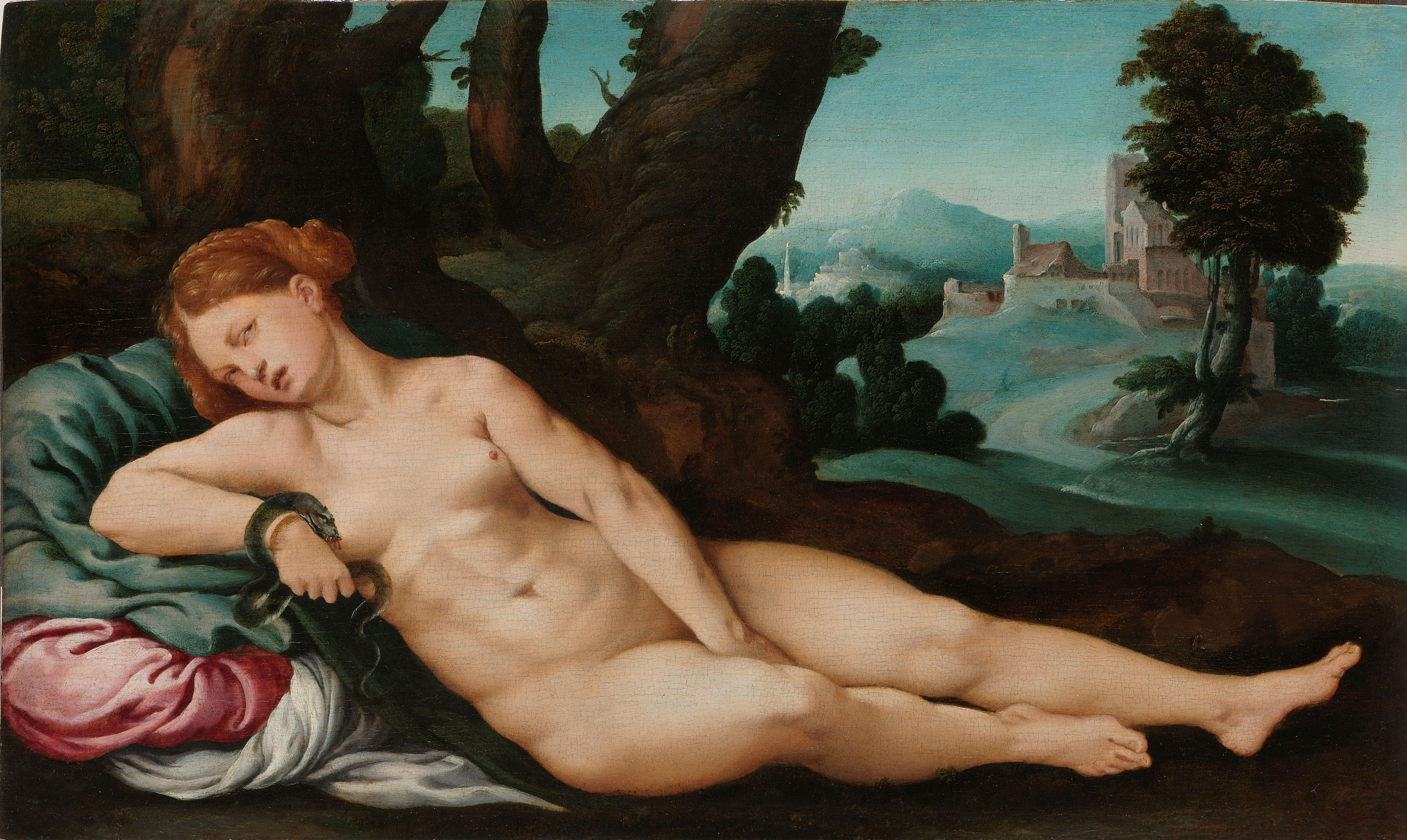
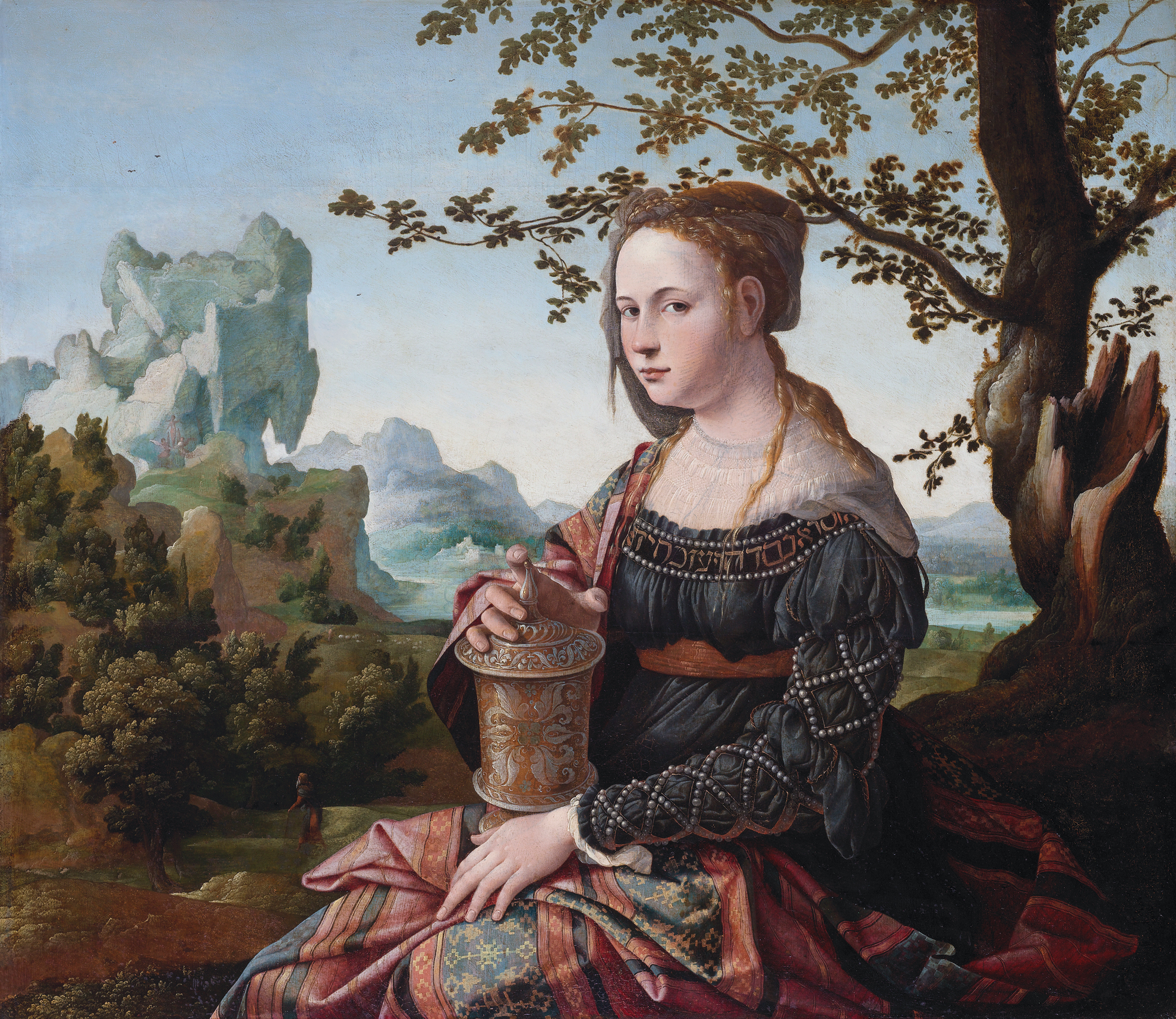
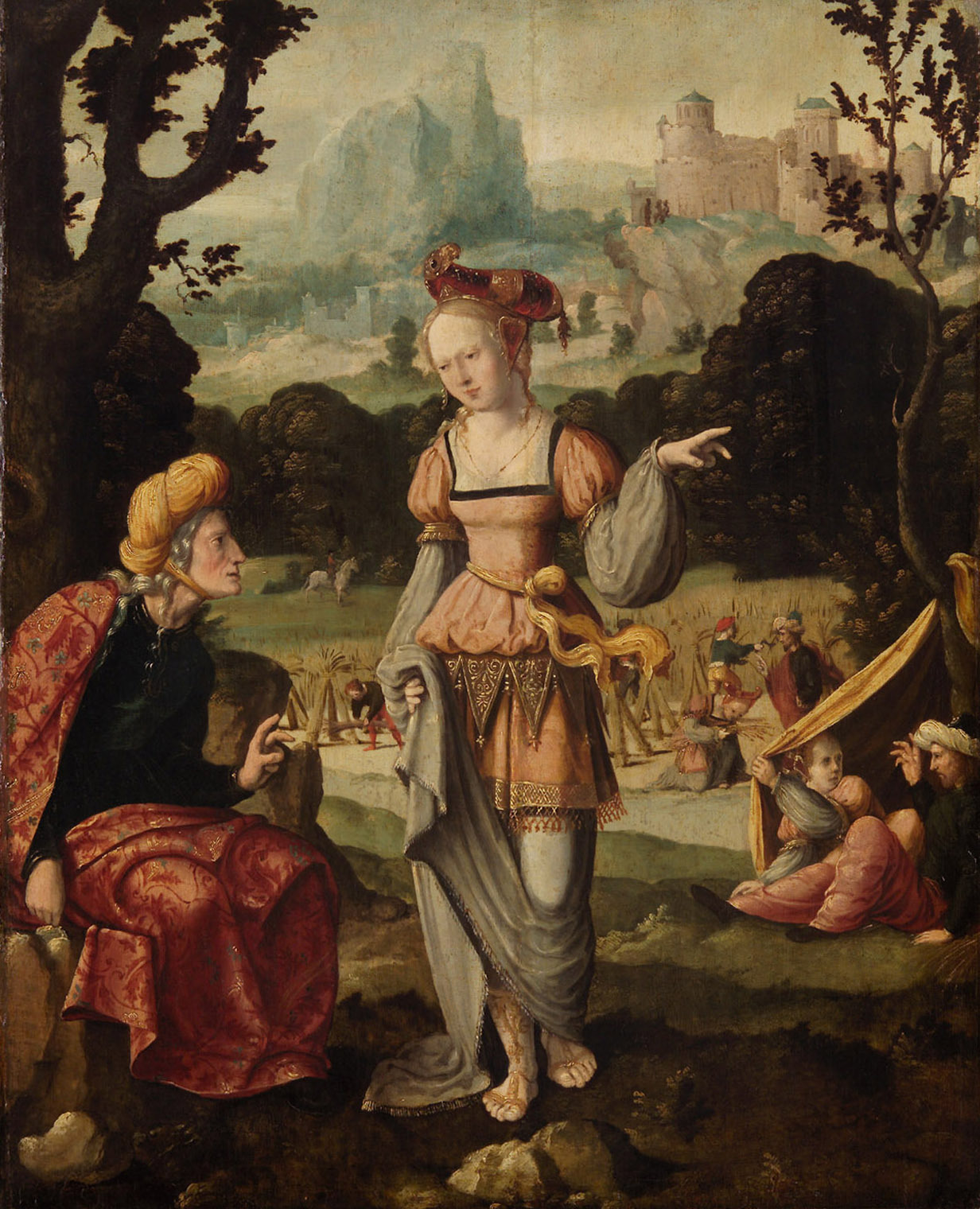
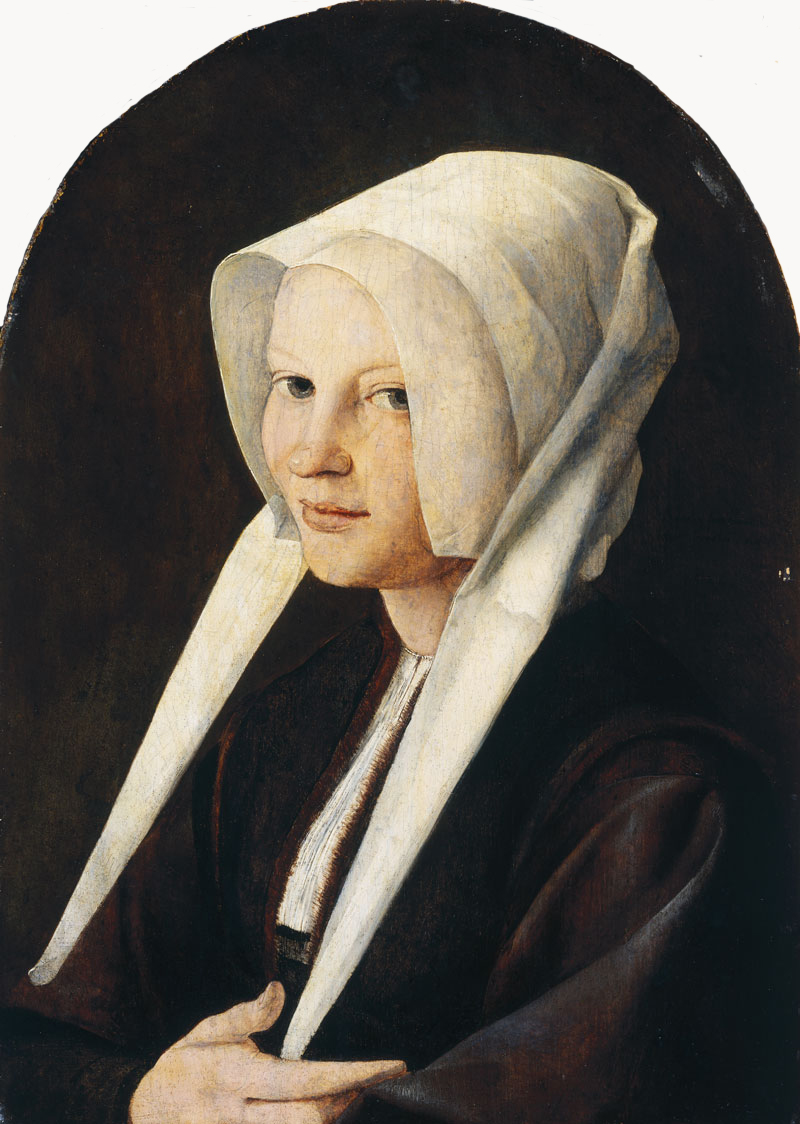
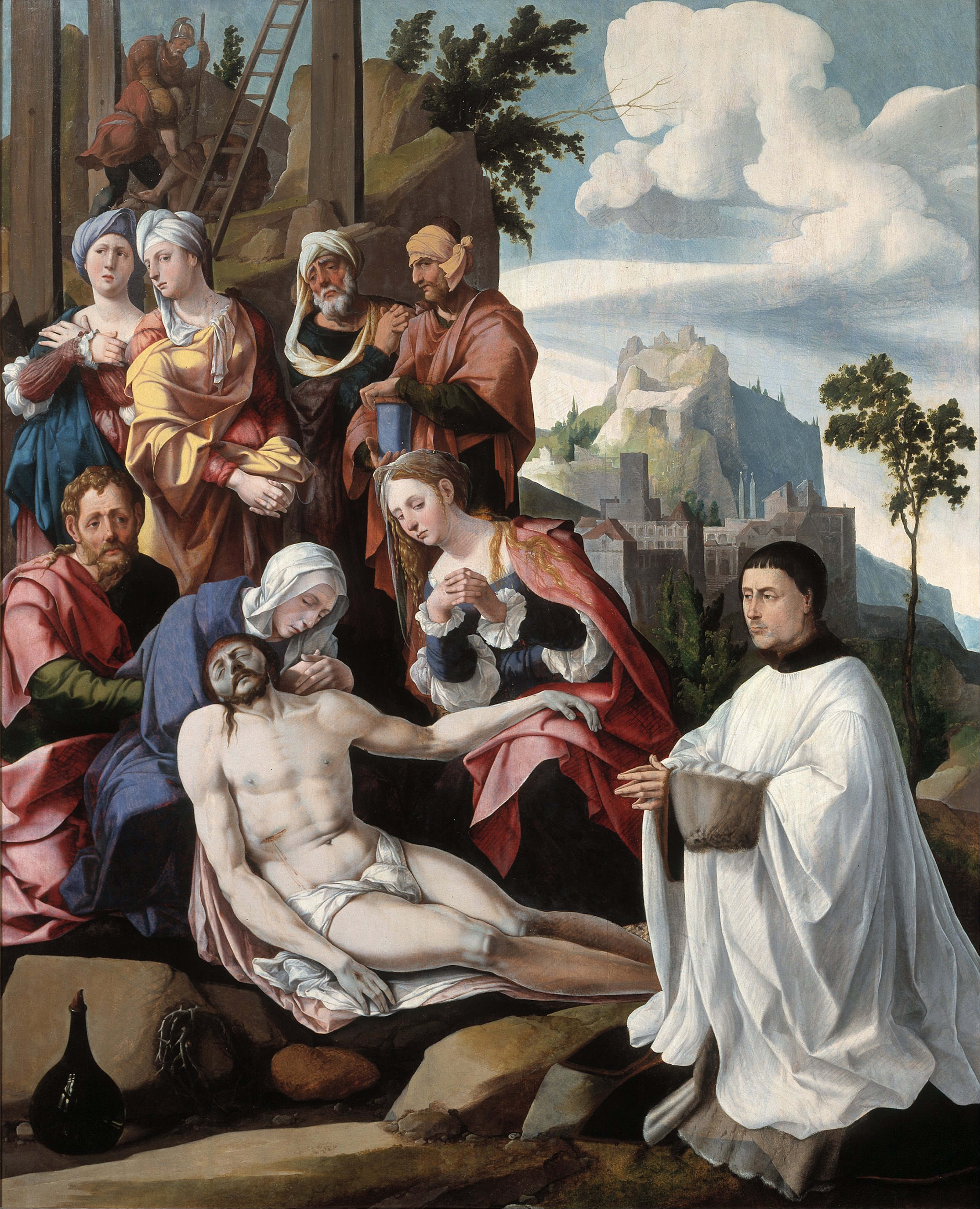
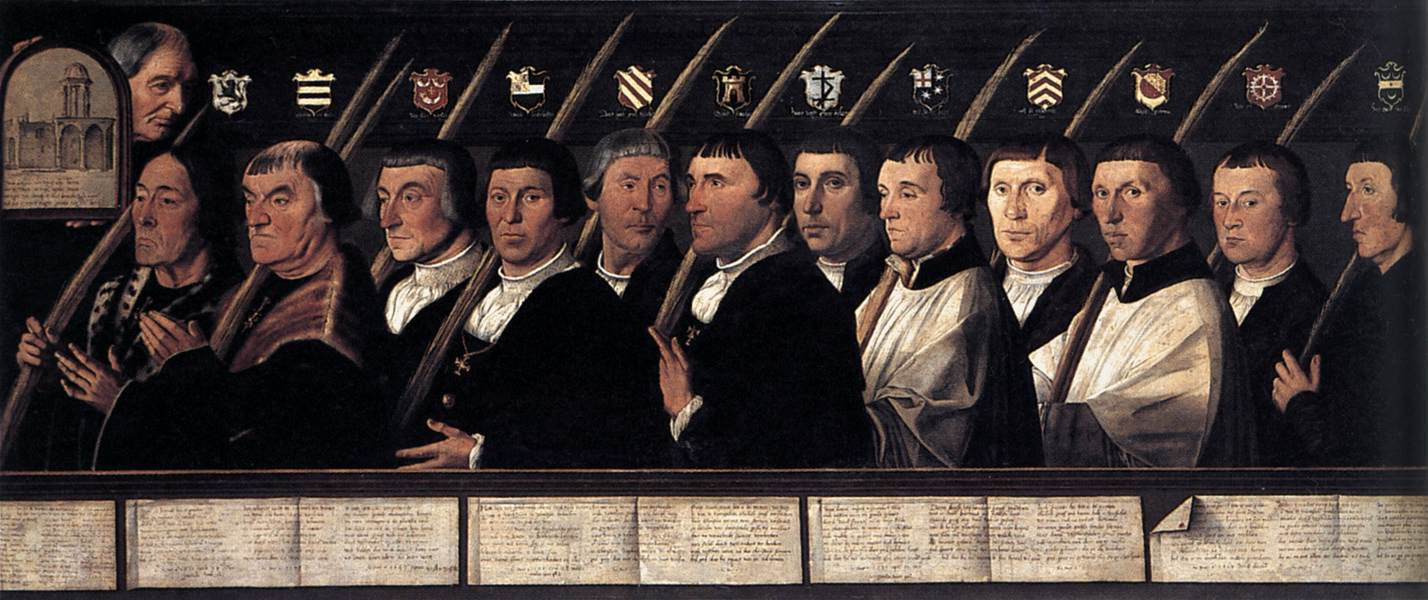